# Lancha de ação rápida
Lancha de ação rápida (LAR) é um tipo de barco utilizado pela Marinha do Brasil. equipado para desenvolver alta velocidade é utilizado em missões de patrulhamento, possibilitando o desembarque de tropas na beira dos rios.

## Características
- Comprimento: 7,75 m[1]
- Boca:  2,30 m
- Pontal: 1 m
- Calado (casco): 0,40 m
- Deslocamento:  3 ton
- Velocidade:  35 nós
- Raio de ação: 400 milhas a 25 nós.
- Tripulação: 2 tripulantes, 15 combatentes